# Lotus racemosus
Lotus racemosus là một loài thực vật có hoa trong họ Đậu. Loài này được Sessé & Moc. miêu tả khoa học đầu tiên năm 1894.